# ISO 3166-2:CL

Regionen von Chile

Die Liste der ISO-3166-2-Codes für  Chile enthält die Codes für die fünfzehn Regionen und die Hauptstadtregion.

Die Codes bestehen aus zwei Teilen, die durch einen Bindestrich voneinander getrennt sind. Der erste Teil gibt den Landescode gemäß ISO 3166-1 (für  Chile CL), der zweite den Code für die Region wieder.
Die aktuellen Codes stehen auf der Seite der ISO unter #iso:code:3166:CL zur Verfügung.

| Nummer | Region                                           | Code  |
| ------ | ------------------------------------------------ | ----- |
|        | Región Metropolitana                             | CL-RM |
| I      | Región de Tarapacá                               | CL-TA |
| II     | Región de Antofagasta                            | CL-AN |
| III    | Región de Atacama                                | CL-AT |
| IV     | Región de Coquimbo                               | CL-CO |
| V      | Región de Valparaíso 1)                          | CL-VS |
| VI     | Región del Libertador General Bernardo O’Higgins | CL-LI |
| VII    | Región del Maule                                 | CL-ML |
| VIII   | Región del Biobío                                | CL-BI |
| IX     | Región de la Araucanía                           | CL-AR |
| X      | Región de los Lagos                              | CL-LL |
| XI     | Región de Aysén                                  | CL-AI |
| XII    | Región de Magallanes y de la Antártica Chilena   | CL-MA |
| XIV    | Región de Los Ríos                               | CL-LR |
| XV     | Región de Arica y Parinacota                     | CL-AP |
| XVI    | Región de Ñuble                                  | CL-NB |